# خاندان ایشیکی
خاندان ایشّیکی (به ژاپنی: 一色氏, Isshiki-shi) یکی از خاندان‌های ژاپنی در دوره سنگوکو بود.